# 게오르기 이바노프
게오르기 이바노프 카칼로프(불가리아어: Георги Иванов Какалов; 1940년 7월 2일 ~ )는 최초의 불가리아 우주인인 전직 불가리아군 장교이다. 그는 1990년 불가리아 국민의회의 의원이었다.

## 초기 생애 및 군 경력
로베치에서 태어난 게오르기 카칼로프는 돌나 미트로폴리아에 있는 공군 사관학교에 다녔다. 5년 과정을 마친 후 그는 불가리아 인민군에서 군용 조종사로 복무했다. 몇 년 후 그는 교관이자 사단장이 되었다.
그는 1978년 소비에트 국제 우주 프로그램 인터코스모스에 참여하고 소유스 우주선 훈련 프로그램을 따르도록 선발되었다.
한편, 그는 원래 성씨인 카칼로프가 "카카(Кака)" (배설물)와 매우 유사하게 들렸기 때문에 성씨를 이바노프로 변경했다.
집중 훈련 후, 게오르기 이바노프는 인터코스모스 프로그램의 네 번째 임무에 선발되었고, 불가리아를 자국 우주 탐험가를 배출한 국가 중 6위에 오르게 했다.

## 인터코스모스 프로그램
이바노프는 소련 우주인 니콜라이 루카비쉬니코프와 함께 1979년 4월 10일 17시 34분(GMT)에 바이코누르 우주 기지에서 소유스 33호 임무의 일환으로 우주로 발사되었다. 비행을 위한 과학 프로그램은 일부 장비와 함께 불가리아 과학자들에 의해 전적으로 준비되었다.
이륙은 순조로웠지만, 엔진의 심각한 손상으로 인해 살류트 6호 궤도 정거장에 궤도 도킹을 할 수 없게 되면서 임무는 재앙이 되었다. 이바노프와 루카비쉬니코프에게는 조기 지구 귀환이 유일한 가능한 결정이 되었다. 추가적인 기술적 문제로 인해 착륙은 9G 이상으로 견디기 어려웠다. 소유스 33호가 마침내 착륙했을 때, 제즈카즈간에서 남동쪽으로 320 킬로미터 (200 mi) 떨어진 곳이었다. 31바퀴를 돌았고, 1일 23시간 1분 동안 우주에 머물렀다. 이 비행은 유일한 수동 착륙의 예로 남아 있으며, 따라서 모든 우주 비행 교과서에 인용된다.
이바노프는 1979년 4월 13일 소비에트 연방영웅 칭호를 수여받았다. 그는 우주 공학 분야에서 철학박사 학위를 취득했다. 그는 국민의회에 선출되어 불가리아 공화국의 새로운 민주 헌법 제정에 참여했다.

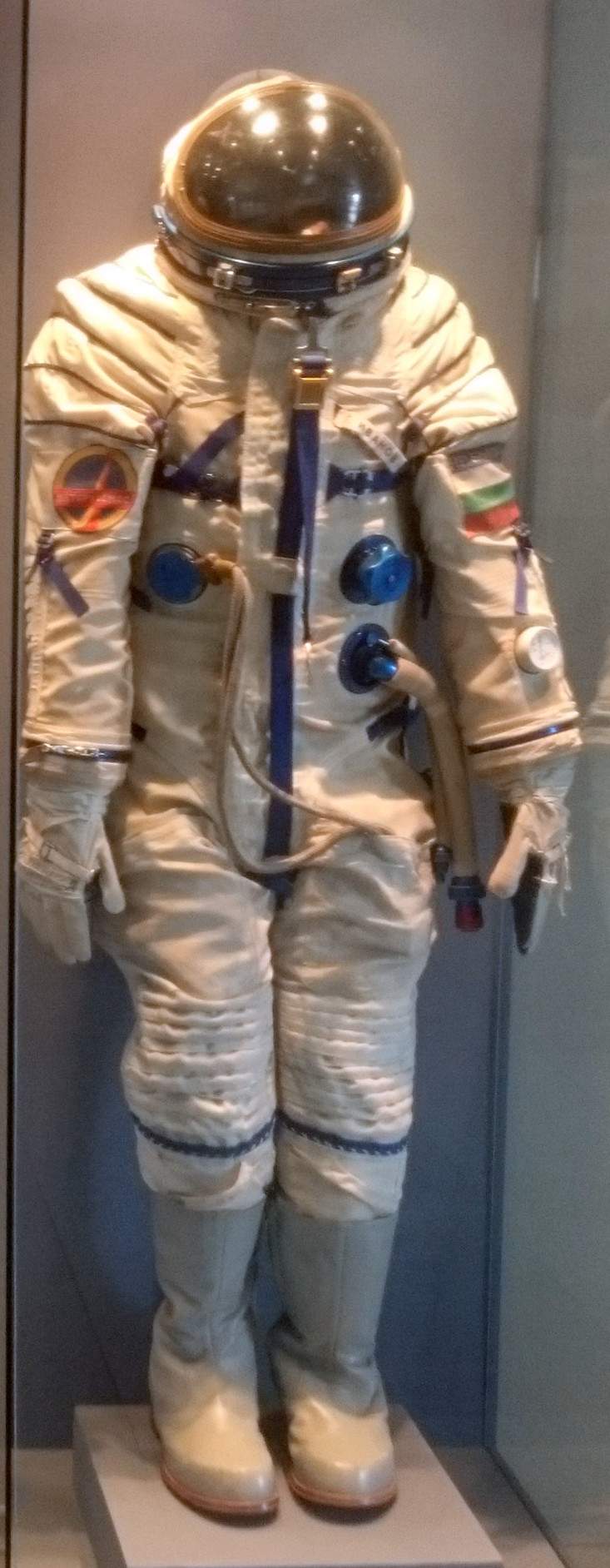
플로브디프 항공 박물관의 게오르기 이바노프 우주복

## 개인 생활
1993년부터 이바노프는 에어 소피아의 전무이사로 재직했다.
이바노프는 나탈리아 루사노바와 결혼하여 딸 아니(1967년생)를 두었으나 1982년에 이혼했다. 현재는 리디아와 결혼하여 아들 이반(1984년생)을 두었다. 그의 취미는 스키, 어로, 골프이다. 이바노프는 ASE(우주 탐험가 협회) 회원이다. 그는 미래 우주 재단을 설립했다.

## 영예 및 포상
- 불가리아 인민 공화국 영웅 (1979년)
- 소비에트 연방영웅 (1979년)
- 로베치 명예 시민 (1979년 4월 29일)
- 게오르기 디미트로프 훈장 (1979년)
- 레닌 훈장 (소련) (1979년)
- 스타라 플라니나 훈장, 검을 가진 1등급 (2004년)
- 우주 탐험 공로 메달 (러시아 연방)

## 같이 보기
- 불가리아 우주인 프로그램